# FC Curych
FC Curych, celým původním názvem Fussballclub Zürich, je švýcarský fotbalový klub z Curychu. Založen byl roku 1896. Své zápasy hraje na stadiónu Letzigrund s kapacitou 25 000 diváků.V sezóně 2021/22 vyhrál po 13 letech ligový titul.
13krát vyhrál švýcarskou ligu (1902, 1924, 1963, 1966, 1968, 1974, 1975, 1976, 1981, 2006, 2007, 2009, 2022), sedmkrát švýcarský fotbalový pohár (1966, 1970, 1972, 1973, 1976, 2000, 2005) a dvakrát se probojoval do semifinále Poháru mistrů evropských zemí, v sezónách 1963/64 a 1976/77. V prvním případě vyřadil irský Dundalk, turecký Galatasaray Istanbul a nizozemský PSV Eindhoven, aby nakonec ztroskotal na Realu Madrid. Při druhém úspěšném tažení nejprestižnější klubovou soutěží vyřadil Glasgow Rangers, finský TPS Turku a Dynamo Drážďany. Poražen byl až celkovým vítězem ročníku FC Liverpool. V sezóně 1973–74 hrál též čtvrtfinále Poháru vítězů pohárů (vyřazen Sportingem Lisabon). V novodobé éře hrál jednou základní skupinu Ligy mistrů (2009/10).